# Peypin-d'Aigues
Peypin-d'Aigues é uma comuna francesa na região administrativa da Provença-Alpes-Costa Azul, no departamento de Vaucluse. Estende-se por uma área de 17,36 km². Em 2010 a comuna tinha 689 habitantes (densidade: 39,7 hab./km²).